# Агнелл Неаполитанский (аббат)
Аньелло (Агнелл; лат. Agnellus; 535, Неаполь — 14 декабря 596, Неаполь) — святой игумен неаполитанский. День памяти — 14 декабря.
Первые сведения о святом Аньелло относятся к X веку. Они связаны с именем диакона Петра и его агиографического труда «Libellus miraculorum».
Святой Аньелло родился в 535 году в богатой неаполитанской семье. Мать его звали Джованна, а отца — Федерико. Семья по происхождению была из Сиракуз, и, возможно, она была каким-то образом связана со святой Лючией.
Святой Аньелло почитается покровителем Сант-Аньелло, Роккараинолы, Неаполя, Гуарчино, Родил и Пишотты.